# Ryōtei
Ryōtei (jap. 料亭) – rodzaj luksusowej, tradycyjnej i dyskretnej japońskiej restauracji serwującej głównie dania kuchni japońskiej.

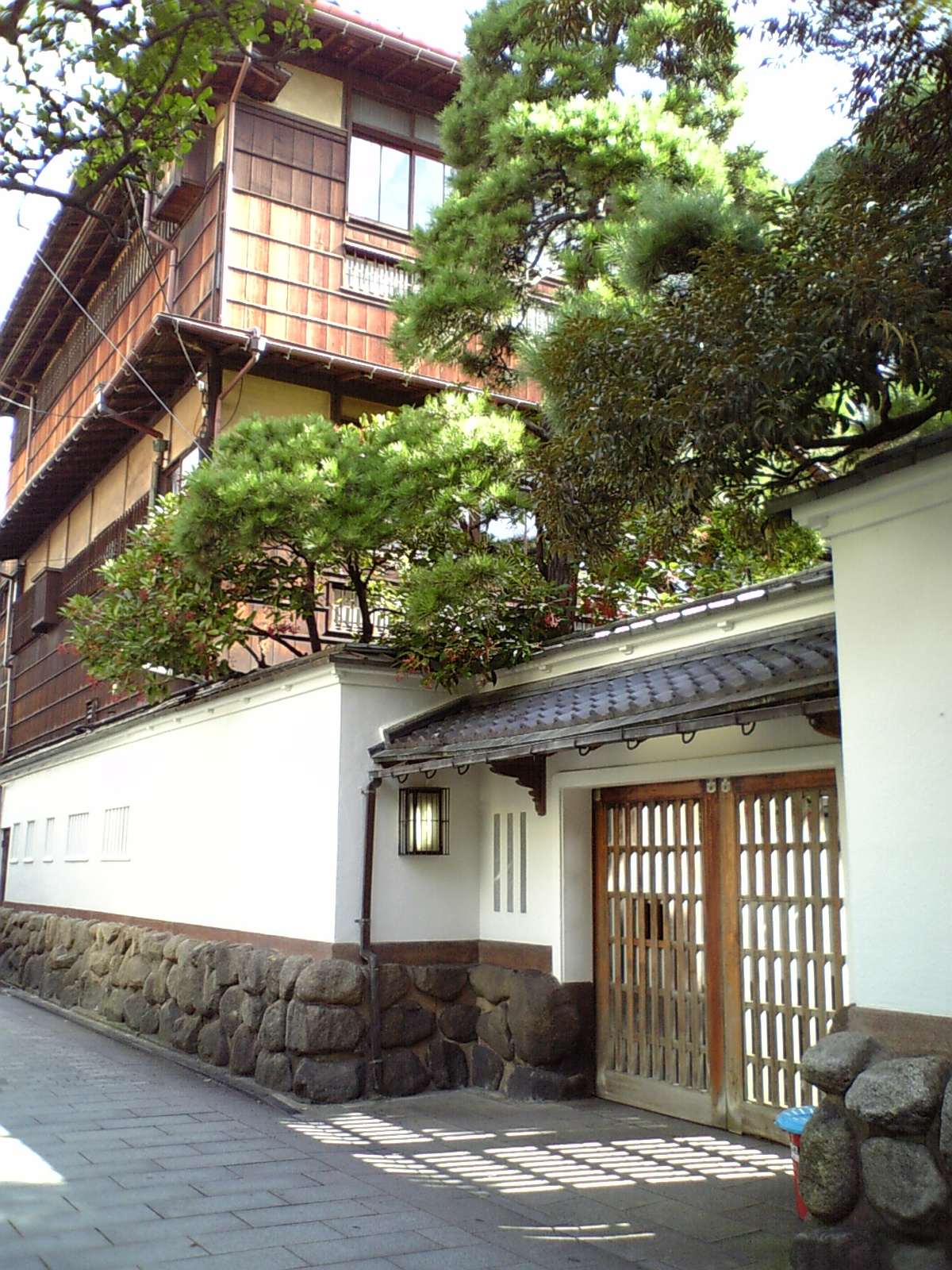
Ryōtei Nabedyaya w mieście Niigata

Tradycyjnie ryōteie przyjmowały nowych klientów wyłącznie po referencji stałych klientów i oferowały rozrywkę gejsz, ale w dzisiejszych czasach nie zawsze tak jest. Spadek popularności gejsz i ryōtei doprowadził do osłabienia ekskluzywności i tajemniczości wykorzystywanej w nich. Obecnie restauracje te reklamują się w Internecie, publikują ceny usług i przyjmują nowych klientów bez rekomendacji ze strony wspomnianych wcześniej stałych klientów.
W przeszłości w tych miejscach wydawano ponad 100 000 jenów za wieczór, ponieważ gejsze zabawiały swoich gości tańcem, wykonywaniem tradycyjnych pieśni, rozmowami i różnymi grami towarzyskimi w sali bankietowej zwanej zashiki (座敷). Dziś praktyka ta powoli odchodzi w przeszłość: zarówno właściciele restauracji, jak i gejsze otwierają się na mniej elegancką klientelę, czasem nawet na obcokrajowców.

## Historia
Jednym z najsłynniejszych spotkań odbywających się w ryōtei była konferencja w Osace w 1875 roku, która dała podstawy japońskiemu systemowi konstytucyjnemu. Konferencja odbyła się w restauracji Kagairo ryōtei, która działa po dziś dzień.
Do lat 60. XX wieku Ryōteie były powszechne w japońskich miastach bez względu na ich wielkość, ale w latach 90. hotele i kluby nocne zaczęły być wykorzystywane jako połączenie biznesu i rozrywki, a w 1993 roku ówczesny premier Morihiro Hosokawa złożył deklarację o zaprzestaniu korzystania z ryōtei, skutecznie osłabiając ich pozycję nie tylko wśród polityków, ale także wśród biznesmenów.
W dawnej Japonii słowo „ryōtei” było również używane w odniesieniu do miejsc, w których kobiety świadczą różne usługi seksualne swoim klientom.
W Kanazawie ryōteie rywalizują o sprzedaż najbardziej ekstrawaganckich potraw osechi-ryōri na wynos podczas nowego roku, co jest praktyką liczącą sobie wiele wieków.